# Enfants dans la Commune de Paris
Dans la Commune de Paris, il existe des enfants soldats. Cette question est présente dans les sources et dans l'immédiat après-Commune, mais reste peu étudiée. Lissagaray, célèbre pour ses travaux sur la Commune à laquelle il participe, mentionne des enfants pendant la Semaine sanglante. Ce phénomène est mineur : beaucoup sont âgés de quatorze à seize ans, ils sont minoritaires et le fait est peu institutionnalisé (hormis les Pupilles de la Commune, les enfants-soldats ne sont pas entraînés par les Communards). Pourtant, il est révélateur de la complexité du fonctionnement ordinaire de la Commune, assez chaotique, et soulève deux questions : celle du rôle des enfants dans les révolutions du XIXe siècle (il existe un imaginaire plutôt mélioratif autour de Gavroche, comme une inquiétude vis-à-vis de la délinquance juvénile), et celle, plus psychologique, des traumatismes psychiques et du mutisme.
Le sujet des enfants sous la Commune nécessite un traitement prudent, en raison du manque de sources d'archive : les principales sources dont nous disposons sont littéraires et journalistiques. Chez Flaubert, la présence de ces enfants est traitée avec réalisme ; Victor Hugo, au contraire, fait preuve de sentimentalisme patriotique et affectif. Faute de témoignage de première main, les « aventures » de ces enfants sont racontées par des adultes. 
La présence d'enfants dans les domaines politiques et militaires n'est pas nouvelle : depuis 1830, les émeutes et révolutions de Paris voient des enfants en être acteurs. Sous la Commune, ce phénomène résulte moins d'une volonté des autorités communardes que de circonstances locales, familiales, professionnelles. 

## Situation des enfants sous le Second Empire
Une étude de la situation des enfants sous le Second Empire permet une compréhension de la suite des évènements. La population parisienne compte alors environ 2 millions de personnes, et l'espérance de vie à l'âge de vingt ans est de moins de quarante ans. La situation enfantine varie selon la classe sociale : dans la bourgeoisie, les préoccupations d'un enfant peuvent être reflétées par le témoignage de Caroline B., fille d'un riche entrepreneur, qui se caractérise par son ennui, son souci de la messe et du mariage. Dans la « bourgeoisie » populaire et chez les ouvriers qualifiés, un enfant peut être apprenti dès l'âge de douze ans : son salaire, plus bas que celui d'un adulte, sert de surplus ou peut être nécessaire, selon la situation familiale. On compte aussi la catégorie des enfants de journaliers, de personnes exerçant des petits métiers, des enfants travaillant à l'usine. Enfin, il existe des enfants-vagabonds, terme qui ne reflète pas forcément une réalité : certains enfants sont en semi-vagabondage. Ainsi, Alain Faure évoque-t-il, dans les quartiers « populaires », une surveillance collective qui vaut régulation informelle. 
L'intervention publique est peu présente auprès des enfants. Cependant, il existe une loi, en 1841, encadrant le travail des enfants : interdiction chez les enfants de moins de huit ans, limitation à douze heures quotidiennes jusqu'à douze ans. Les lois scolaires de Guizot (1833) et de Duruy (1867) encouragent la création d'écoles et la gratuité de l'enseignement pour les plus pauvres. La conception de l'enfance est philanthropique. L'adolescence (à partir de quatorze ans) et la deuxième enfance commencent à être distinguées de la première enfance, cependant, le point de vue majoritaire confond enfance et adolescence. Malgré le point de vue philanthropique, une « sauvagerie » de l'enfant est objet de méfiance. 
La politique liée à l'enfance est peu appliquée : la loi de 1841 l'est peu, faute d'inspecteurs du travail en nombre suffisant. La scolarisation, bien qu'en légère augmentation, ne concerne pas tous les enfants. Ainsi, les années 1860 sont-elles marquées par un interventionnisme ambivalent de l’État, limité et débordé.

## Enfants-soldats sous la Commune de Paris
Est considérée comme « enfant » toute personne âgée de moins de seize ans, selon les modalités de recrutement : pour les besoins de la guerre franco-allemande de 1870, tout homme valide âgé de vingt à quarante ans est susceptible d'être recruté, mais il est toléré de recruter des hommes à partir de dix-sept ans. Après l'insurrection du 18 mars, puis la proclamation de la Commune le 28 mars, les 80 élus de la Commune n'appellent pas à armer les enfants, et une politique de scolarisation gratuite, laïque et obligatoire est instaurée. Néanmoins, des enfants soldats interviennent lors de la Commune. William Serman estime ainsi que « des dizaines de milliers de jeunes garçons y participent à un degré ou à un autre ». Sur les 250 à 300 unités, seules trois ont un recours massif à des enfants.

### En avril
Un dénombrement précis des enfants-soldats est impossible. On sait que dans les bataillons du 12e arrondissement, dans les 17e et 18e arrondissements, ainsi que dans le 13e bataillon, les enfants sont peu nombreux. Dans la garde nationale, on compte huit enfants de douze à seize ans, certains de quinze ou seize ans dans les bataillons des Turcos, ou des vengeurs des Flourens. S'ajoute le cas particulier des Pupilles de la Commune. 
Les raisons de la prise des armes chez ces enfants (puisqu'ils n'y sont pas invités par la Commune), sont parfois familiales. Ainsi, Joseph Amat entre au combat avec ses fils (Joseph, 15 ans, et Antoine, 12 ans). Les motivations peuvent aussi être d'ordre professionnel : plusieurs charpentiers vont combattre ensemble, dont des enfants de quinze ans. Certains des enfants-soldats sont vagabonds (leur vagabondage pouvant être ancien ou dater de la guerre de 1870) : participant à construire les barricades, ils se retrouvent enrôlés. En termes de motifs de présence, le sentiment d'appartenance et la question du « rite de passage » peuvent être retenus. Les origines de l'enrôlement sont, cependant, souvent d'ordre économique, l'engagement procurant une source de revenus : le témoignage d'Eugène Achart, alors âgé de quinze ans, indique qu'en temps de paix, il travaille chez un passementier avec son frère, mais il intègre la garde pour nourrir son père indigent (sa mère est morte). Enfin, l'arrivée au combat peut être involontaire : des enfants vagabonds, arrêtés, sont ainsi entraînés par des soldats.

### En mai et durant la semaine sanglante
D'après Lissagaray, les enfants se montrent « aussi grands » que les adultes durant la semaine sanglante. Il évoque des enfants de treize et quatorze ans. Les chiffres montrent que 651 enfants âgés de sept à seize ans sont arrêtés, 237 ont 16 ans, 226 ont 15 ans, 11 ont 11 ans. Cependant, la prudence s'impose, car on ignore le motif de leur arrestation.
Dès avril, le front se situe hors de Paris, de Viroflay à Issy. Les combats, domaine des hommes accomplis, sont très sanglants, les enfants, peu présents. Selon le rapport Guichard, quelques-uns jouent des rôles subalternes. 
Ainsi, l'action des enfants est-elle principalement parisienne. Il s'agit notamment de défendre les barricades pendant l'entrée des troupes, le 22 mai. Selon des rumeurs, les enfants, du fait de leur petite taille, servent d'éclaireurs et effectuent des embuscades. L'armement est sommaire : les enfants disposent de fusils à tabatière et de fusils à piston, parfois de chassepot. Le jeune Druet témoigne : il est allongé pendant quarante-huit heures sur la barricade, au milieu des tirs. La façon de combattre nous est inconnue.
Robert Tombs documente la répression de la Commune. L'armée versaillaise est disciplinée. Des exécutions sommaires d'hommes, de femmes et d'enfants ont lieu. La violence nous est connue par le biais de témoignages : Malvina Blanchecotte surnomme la nuit du 25 mai « nuit de sang ». Victorine Brocher décrit les cadavres de femmes, d'hommes et d'enfants près de la mairie. L'ampleur de la brutalité et des tueries ne nous est pas connue : beaucoup d'enfants sont mis à l'écart, on ne sait donc pas si ces enfants sont nombreux .
Lors de la Semaine Sanglante, on estime à de 2 000 à 3 000 les enfants qui combattirent.

### Les trois bataillons d'enfants
Parmi les bataillons, au nombre de 250 à 300, trois sont composés d'enfants : les pupilles de la Commune, les Vengeurs de Flourens (en hommage au communard Gustave Flourens, sommairement exécuté en avril), et les Turcos, ou défenseurs de la République, qui nous sont peu connus. Il existe plusieurs témoignages au sujet de ces bataillons.
Les « pupilles de la Commune » sont un bataillon exclusivement constitué d'enfants âgés de onze à seize ans, dont seize sont identifiés. Beaucoup de ses membres viennent de Belleville. L'origine du bataillon est inconnue. Peut-être émane-t-il d'une décision locale d'un chef de légion. Il permet de fournir un travail aux enfants en difficulté et de renforcer les effectifs. C'est la seule trace d'une formation militaire des enfants (entraînement au tir, vêtements reconnaissables). 
En mai, ils se concentrent sur les barricades entourant le château d'eau, surtout sur celle qui relie la rue de l'Entrepôt à la rue Magnan, lieu de durs combats, et à une autre adjacente. Sur la première barricade, tous les enfants reconnaissent avoir tiré.
Ce bataillon inclut de nombreux orphelins. Les enfants sont volontaires et encadrés par des adultes.

## Après la Commune: avenir des enfants, condamnations et tentatives de justification

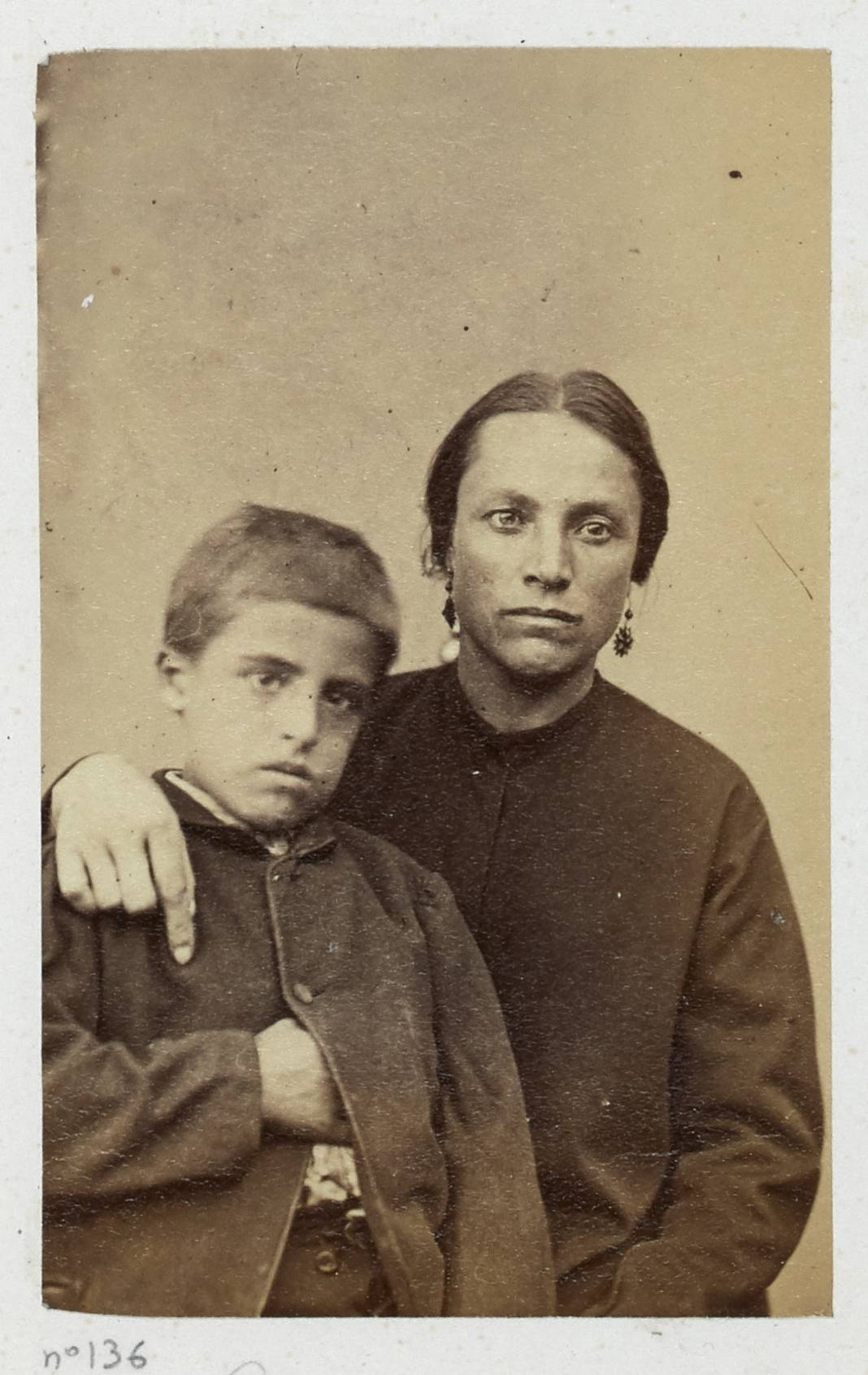
Portrait d'Euphanie Damiens avec son fils, pris à la prison de Versailles, photographie d'Eugène Appert, 1871.

Selon le capitaine Guichard, la présence d'enfants-soldats est un fait « tellement anormal ». Aussi, l'on tenta des justifications. Celles des médecins aliénistes, dont l'influence est croissante, portent sur une « dégénérescence ». Le docteur Morel, par exemple, travaille à la prison de Rouen où il voit des centaines d'enfants pris les armes à la main. Il justifie leur situation par l'influence funeste de l'alcool, et la dégénérescence de la population parisienne.
Les militaires essaient aussi de justifier ce fait. Des enquêtes sont menées, où sont observées des statistiques : condamnations antérieures, situation morale des familles, degré d'instruction. Afin d'appliquer les sanctions, la « capacité de discernement » est évaluée. Parmi les explications, on compte : la « précoce dépravation », l’ « instinct d’imitation », une lecture parisienne (les qualités révolutionnaires constitueraient l'essence du parisien), et sociologique (l'enfant est naturellement bon et corrompu par son milieu social), on responsabilise aussi les parents. Pourtant, ces tentatives d'explications n'empêchent pas la sévérité des jugements. Sont libérés les enfants sans antécédent judiciaire, travaillant, dont les parents ont une bonne réputation. Ceux dont les antécédents judiciaires sont graves sont durement condamnés. La maison de correction jusqu'à l'âge de vingt ou vingt et un ans s'impose à eux. Cinq enfants sont emprisonnés et un jardinier de seize ans, déporté en Nouvelle-Calédonie. La question du mutisme et de la souffrance psychique peut s'étudier ; on dispose notamment de l'exemple de Rolland, membre des Pupilles de la Commune âgé de seize ans au moment des faits.
Enfin, se pose la question du devenir : on peut supposer qu'être enfant-soldat incite à devenir soldat à l'âge adulte. C'est le cas de Duburot, enfant-soldat de 12 ans pendant la Commune, devenu soldat à 20 ans dans les bataillons d'Afrique.

## Historiographie
Les sources sont, d'une part, les registres de l'armée, et, d'autre part, les dossiers de conseils de guerre. Les premiers peuvent mentionner âge, domicile et qualité du garde.